# Браслав
Бра́слав (бел. Бра́слаў) — курортный город на северо-западе Беларуси, административный центр Браславского района Витебской области. Население — 9 338 человек (на 1 января 2025 года).
В 2015 году Браслав отметил 950-летие.

## География
Город расположен на северном берегу озера Дривяты, входящего в систему Браславских озёр, в 220 км на запад от Витебска и в 240 км на северо-запад от Минска. Автодорогами связан с Друей, Миорами, Шарковщиной, Видзами, Даугавпилсом.

## Этимология
Впервые название Браслава употребляется в «Хронике Быховца» как Браславль и в Хронике М. Стрыйковского как Braslaw (обе летописи датируются XVI в.). В обоих случаях упоминание происходит в связи с движением на восток литовских князей — мифологизированных Кернуса и Гимбута.
До недавних пор единственной преобладающей версией была версия о происхождении названия Браслава от имени Брячислава Изяславича, внука Рогнеды. Однако не менее вероятной выглядит и связь с латышским словом brasla «брод»: Браслав возник на месте балтского поселения на Замковой горе, расположенной между озёрами Дривяты и Новята, и у горы действительно протекает протока между этими озёрами. Кроме того, в Латвии известна река Brasla.

## Геральдика
Впервые герб был получен Браславом 2 июня 1792 года по привилею польского короля Станислава Августа Понятовского. В христианской иконографии глаз — в центре солнечных лучей или в треугольнике с направленной вверх вершиной является общеизвестным символом божественной вездесущей силы или же Троицы. Глаз символизирует наблюдение Бога за жизнью и деяниями людей, треугольник — это триединство Бога — Отца, Сына и Духа Святого. Солнце с древнейших времён является символом жизни, огня, который обладает очистительной силой. «Око провидения» на гербе Браслава в символической форме передаёт Божью опеку над городом, хранит его от всех бед. Изображение человеческого глаза широко используется при украшении алтарей в храмах и на предметах культового предназначения.
Решение о гербе и флаге г. Браслава и Браславского района принято районным Советом депутатов от 10 октября 2002 года № 100.
Нынешние герб и флаг учреждены Указом Президента Республики Беларусь от 20 января 2006 года № 36 и зарегистрированы в Государственном геральдическом регистре Республики Беларусь 4 июня 2009 года № Б-56 и Б-57.
При разработке цветного эталона герба города Браслава районная комиссия руководствовалась уже имеющимися историческими реконструкциями герба. Документ «Грамота на восстановление прав и вольностей г. Браслава» от 2 июня 1792 года не содержит никакой характеристики цветовой гаммы герба. Флаг сконструирован с применением основных цветов герба и собственно его изображения.
Художник — А. В. Левчик.
В краеведческом музее Браслава собраны многочисленные документы с изображением городского символа. Более чем за два столетия своего существования изография герба практически оставалась неизменной. Герб Браслава относится к историко-геральдическим памятникам Беларуси.
Описание герба
В голубом поле барочного щита золотое солнце, на котором голубой треугольник с изображением глаза — глаза Божьего благословения.
Описание флага
Флаг города Браслава представляет собой прямоугольное полотнище белого цвета с соотношением сторон 1:2, посередине находится голубая полоса шириной, равной 1/3 ширины полотнища, в центре которой — изображение герба города Браслава.

## История

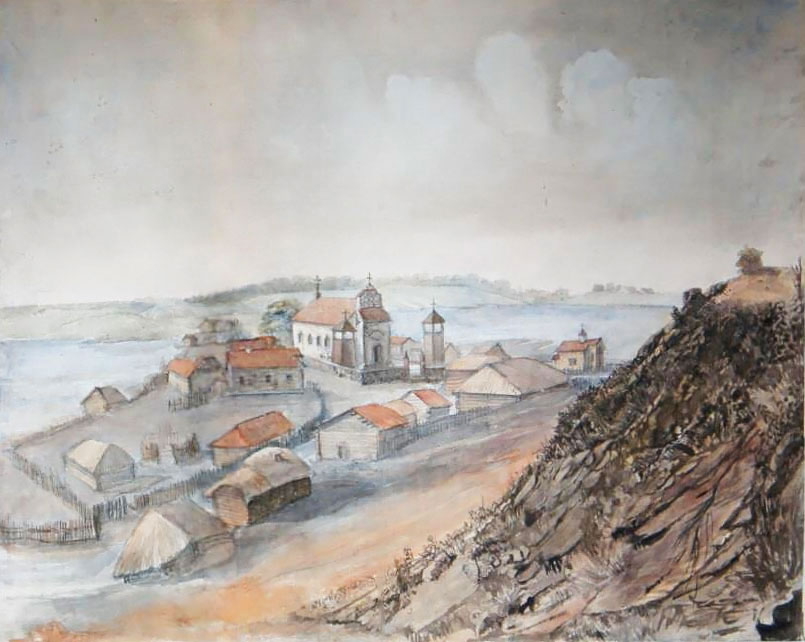
Браслав в 1864 г. Акварель

Браслав — древний город Беларуси. В IX веке на этом месте существовало поселение латгалов и кривичей, ставшее впоследствии ядром города.
С XIV века Браслав вошёл в состав Великого княжества Литовского и находился во владении великого князя Гедимина, затем его сына Явнута. В XV веке город стал центром одноимённого повета Виленского воеводства. 8 октября 1500 года великий князь Александр дал ему магдебургское право, привилей на которое в 1514 году был подтверждён Сигизмундом I. В этом же документе впервые подтверждается наличие Браславского замка, существовавшего вплоть до конца XVIII века на Замковой горе. В XVII—XVIII веках Браслав сильно пострадал во время многочисленных военных действий, несколько раз был полностью разрушен. На известной карте несвижского гравёра Томаша Маковского, относящейся к началу XVII века, Браслав условно изображён как мощный многобашенный замок, поставленный на вершине холма. Известно, что руины замковых построек ещё существовали до конца XVIII века.
В 1793—1795 годах Браслав — центр Браславского воеводства. После 3-го раздела Речи Посполитой в 1795 году город отошёл к Российской империи и стал уездным центром.

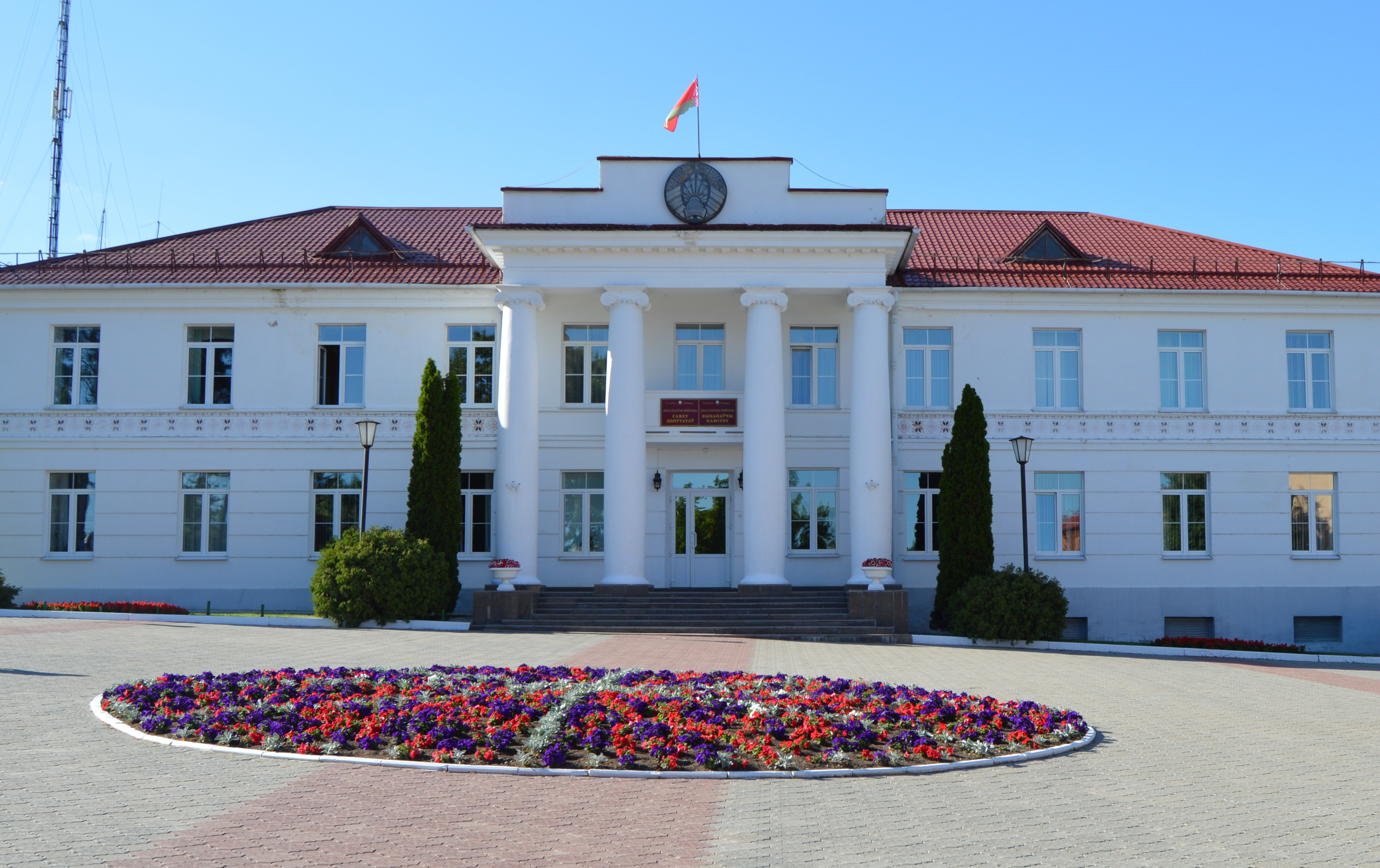
Браславский районный исполнительный комитет

Во время Отечественной войны 1812 года Браслав был занят французскими войсками. В городе девять дней размещался штаб маршала М. Нея.
В 1913 году здесь было 1550 жителей, работали винокуренный завод, больница, сельское училище. В ноябре 1917 года в городе установлена Советская власть. В 1918 году Браслав был занят кайзеровскими войсками. В феврале 1922 года он вошёл в состав Польши, где находился до 1939 года.
В 1939 году вошёл в состав Белорусской ССР, с 1940 года — центр Браславского района. В годы Великой Отечественной войны оккупирован 27 июня 1941 года. 3 июня 1942 года при ликвидации еврейского гетто, созданного после оккупации города, было расстреляно около 2 000 евреев.
В Браславе действовало патриотическое подполье. 6 июля 1944 года освобождён войсками 1-го Прибалтийского фронта в ходе Шяуляйской операции.
20 октября 1995 года административные единицы Браславский район и город Браслав, имеющие общий административный центр, объединены в одну административную единицу — Браславский район.

## Архитектура
Архитектурно-планировочная структура современного города сосредоточена на перешейке между озёрами, жилая территория расчленена на небольшие кварталы. Главные улицы огибают Замковую гору и сходятся возле современного общественного центра. В перспективе предусматривается сохранение исторически сложившейся планировки, ландшафтного своеобразия застройки.

## Население
Численность населения — 9 338 человек (на 1 января 2025 года). Численность населения — 9426 человек (на 1 января 2023 года).
| Численность населения:                                                                          |
| Графики недоступны из-за технических проблем. См. информацию на Фабрикаторе и на mediawiki.org. |

| Год         | 1959 | 1970  | 1979  | 1989  | 2006  | 2016  | 2018  | 2022  | 2023  | 2024 | 2025   | 2026 |
| ----------- | ---- | ----- | ----- | ----- | ----- | ----- | ----- | ----- | ----- | ---- | ------ | ---- |
| Численность | 4170 | ▲5765 | ▲7703 | ▲9546 | ▲9697 | ▲9857 | ▼9829 | ▼9427 | ▼9426 |      | ▼9 338 |      |

В 2017 году в Браславе родилось 106 и умер 121 человек. Коэффициент рождаемости — 10,8 на 1000 человек (средний показатель по району — 9,8, по Витебской области — 9,6, по Республике Беларусь — 10,8), коэффициент смертности — 12,3 на 1000 человек (средний показатель по району — 19,7, по Витебской области — 14,4, по Республике Беларусь — 12,6).

## Экономика
В Браславе функционируют следующие предприятия:
- Филиал РУПП «Витебскхлебпром» Браславский хлебозавод;
- ЧУП «Браславский коопзаготпром» — производит колбасные изделия и мясные полуфабрикаты;
- Производственный филиал «Браславрыба» ОАО «Глубокский молочноконсервный комбинат» — производит консервы из белорусской пресноводной рыбы и из импортируемой морской рыбы (в том числе шпроты в масле), в 2016 году произведено 2 тыс. т готовой продукции[26].
- ЧТУП «Завод специальной электроники «Заряд»

На территории района расположен Национальный парк «Браславские озёра».

## Транспорт
Браслав имеет хорошее транспортное сообщение с другими городами страны. Через город проходят автодороги Р3 (Логойск — Глубокое — граница Латвии), Р14 (Полоцк — Браслав) и Р27 (Браслав — Мядель).
Имеется регулярное автобусное сообщение с Ригой, Даугавпилсом, Минском, Витебском, Полоцком, Новополоцком, Миорами, Глубоким.
Городской транспорт представлен четырьмя маршрутами автобусов. Железнодорожного сообщения в Браславе нет.

## Образование
В городе имеются гимназия, две средние, спортивная школы, школа искусств, две библиотеки.

## Культура
- Дом культуры основан в 1944 году.

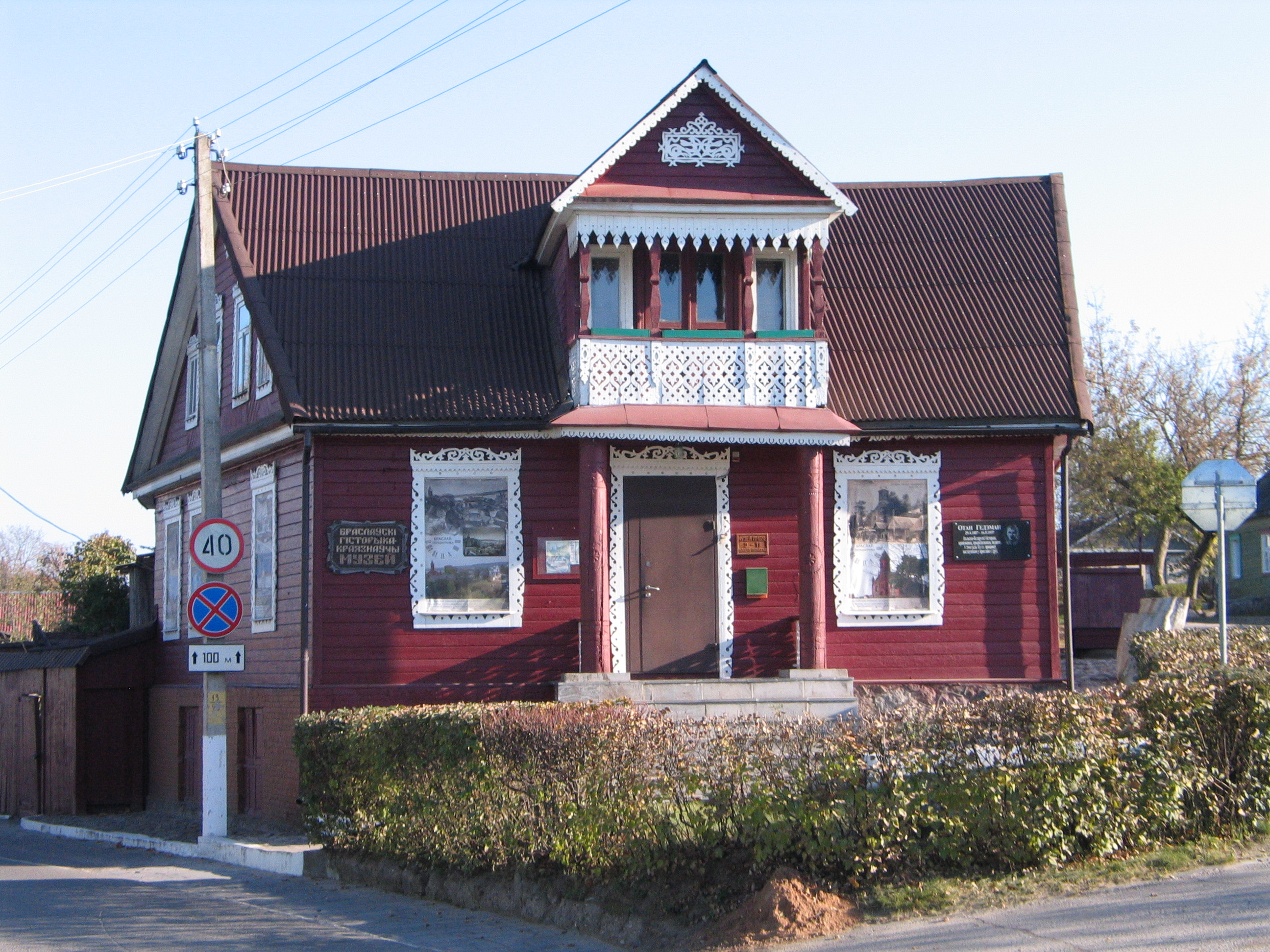
Браславское районное объединение музеев

- Действует Научно-исследовательское учреждение культуры «Браславское районное объединение музеев». 
  - Историко-краеведческий музей.
  - Музей традиционной культуры (расположен в стенах бывшей водяной мельницы).
- Расположен народный театр.

## События и мероприятия
- 26 мая 2019 года Браслав принял эстафету огня II Европейских игр[27]
- В 2019 году прошёл областной фестиваль «Дажынкi»
- Международный праздник традиционной культуры «Браславские зарницы»[28][29]
- Международный спортивно-музыкальный фестиваль «Viva Braslav»[30]

## Достопримечательности
- Городище «Замковая гора» (IX — XV вв.) — расположено в центре города, место старого посада и разрушенного Браславского замка. С горы открывается вид на город и ближайшие озера
- Городская застройка (XIX — 1-я пол. XX вв.)
- Римско-католическая церковь Рождества Девы Марии (1824)
- Свято-Успенская церковь (1897)
- Здание бывшей земской больницы, которую построил С. Нарбут. В настоящее время Свято-Пантелеймоновский женский монастырь (1906)
- Здание бывшего староства (1928—1929). В настоящее время Браславский райисполком
- Деревянное здание бывшей железнодорожной станции (нач. XX в.)
- Колодезный шатёр (1924—1926) — находится во дворе районного центра культуры
- Братская могила (1944)
- Могилы солдат Первой мировой войны (1915—1918)
- Водяная мельница (начало XX века)
- Склеп-усыпальница (кон. XIX — нач. XX вв.)
- Христианское кладбище, в том числе ворота (конец XIX — начало XX вв.)
- Остров монастырь (Кляштор) — на острове находился мужской монастырь (XVI-XIX вв.)

### Памятник, скульптура
- Памятник В. И. Ленину
- Памятник врачу, учёному Станиславу Нарбуту. Расположен на Замковой горе
- Памятный знак воинам-интернационалистам

### Утраченное наследие
- Браславский замок

## Галерея

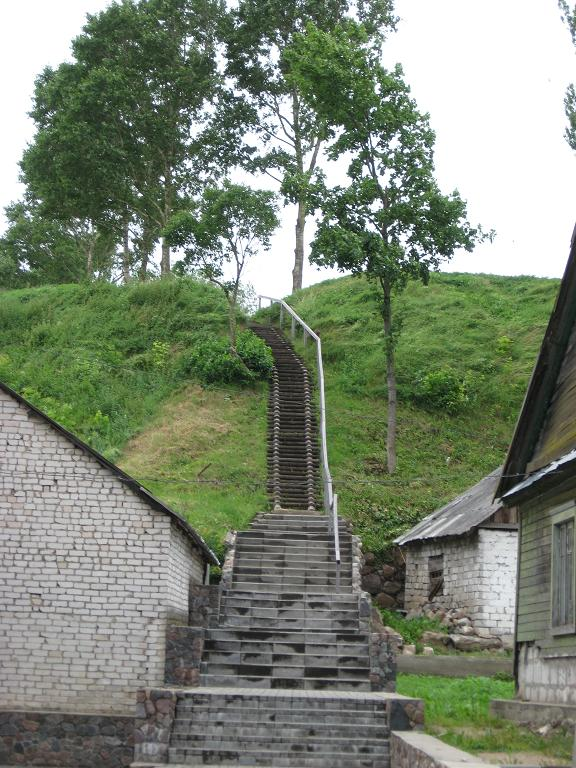
Замковая гора
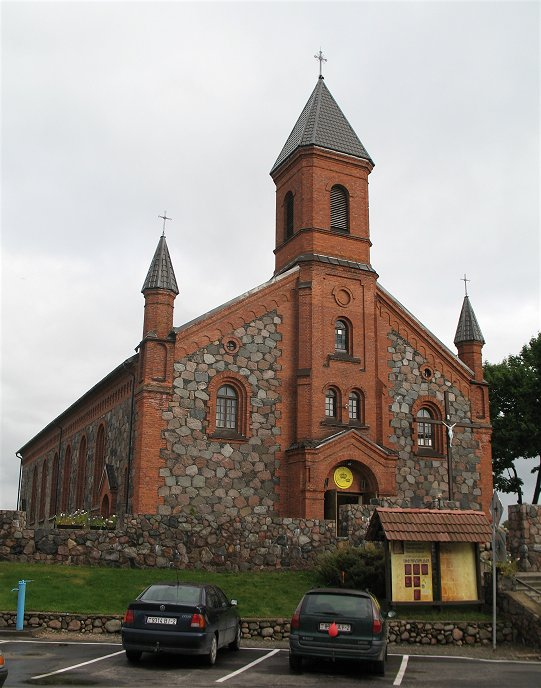
Римско-католическая церковь Рождества Девы Марии
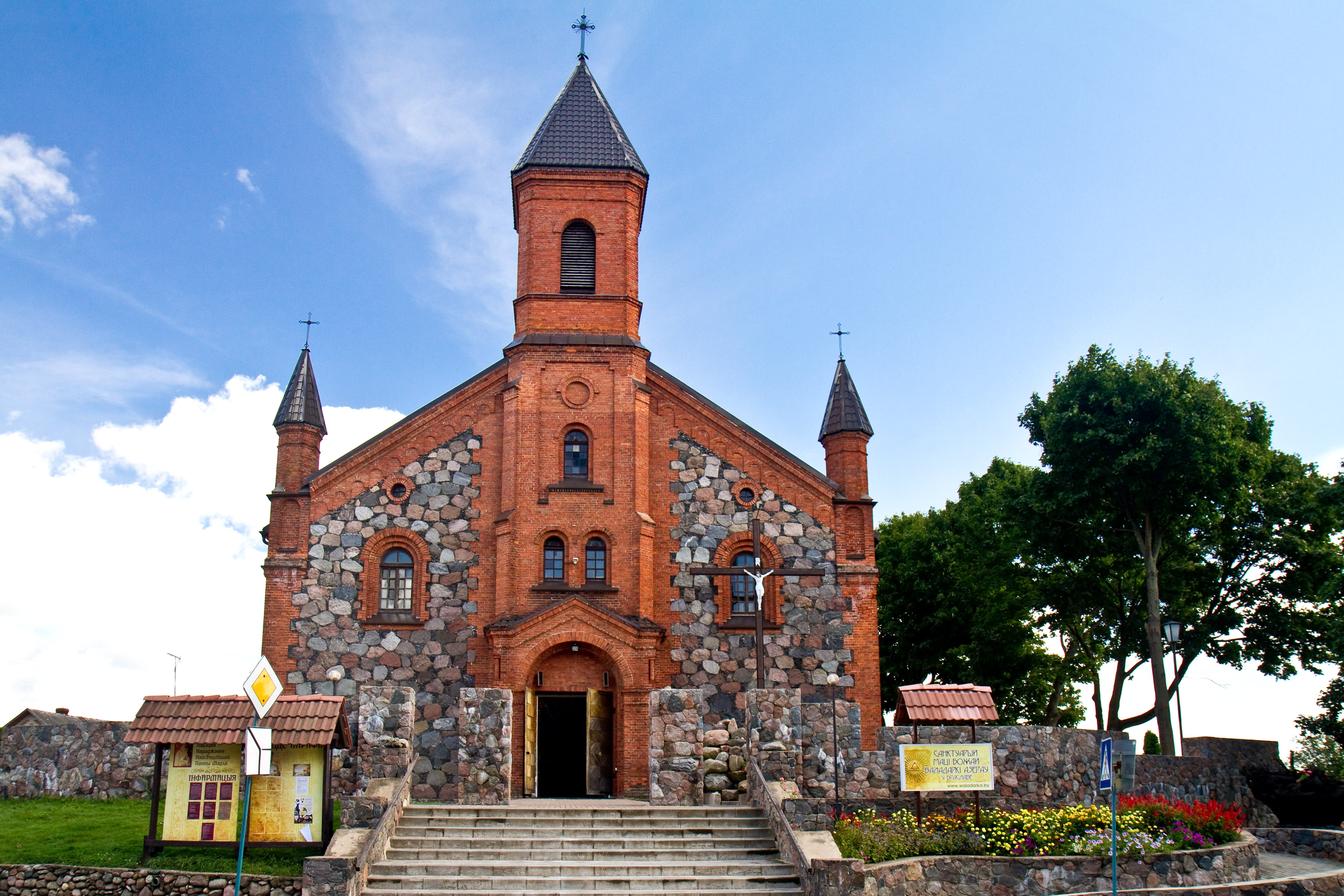
Римско-католическая церковь Рождества Девы Марии
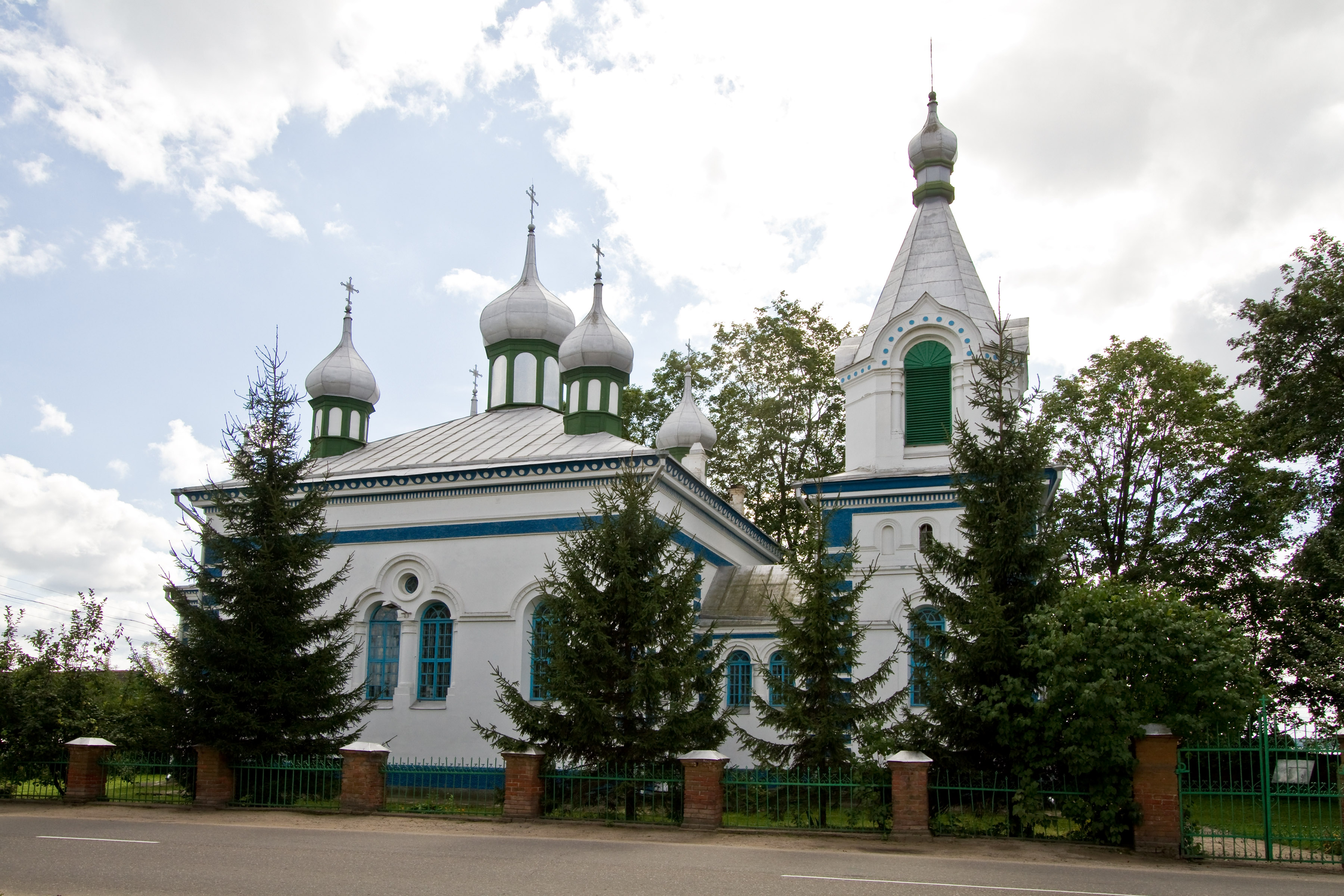
Православная Успенская церковь
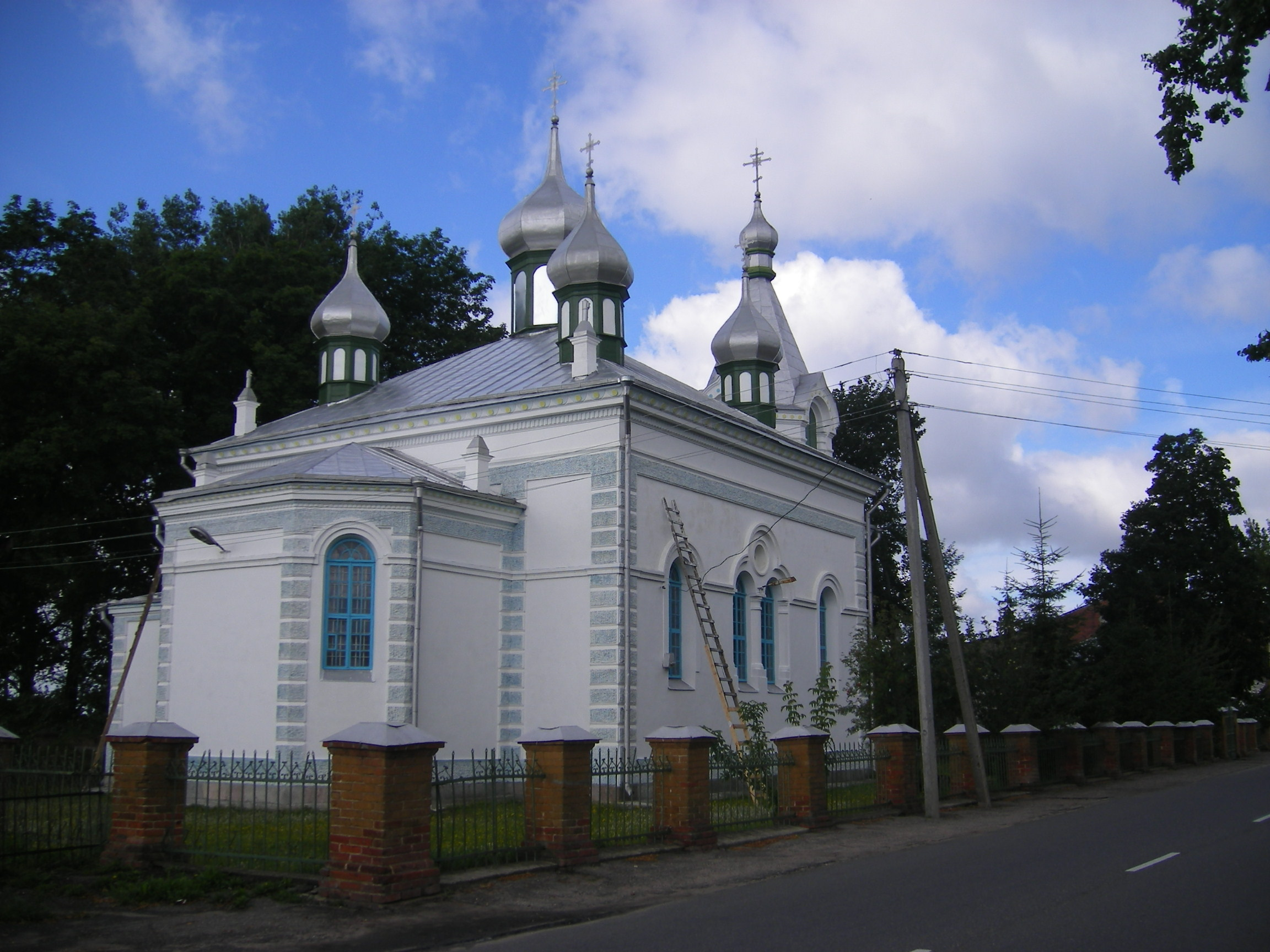
Православная Успенская церковь
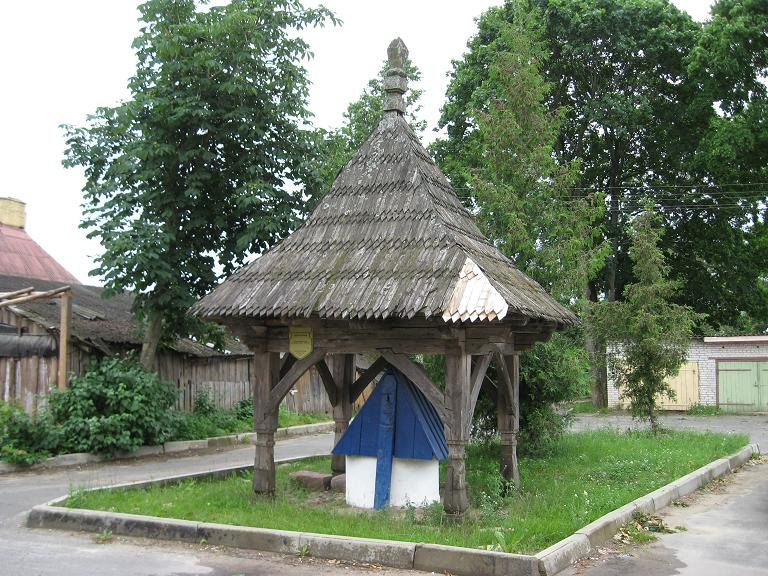
Колодежный шатёр
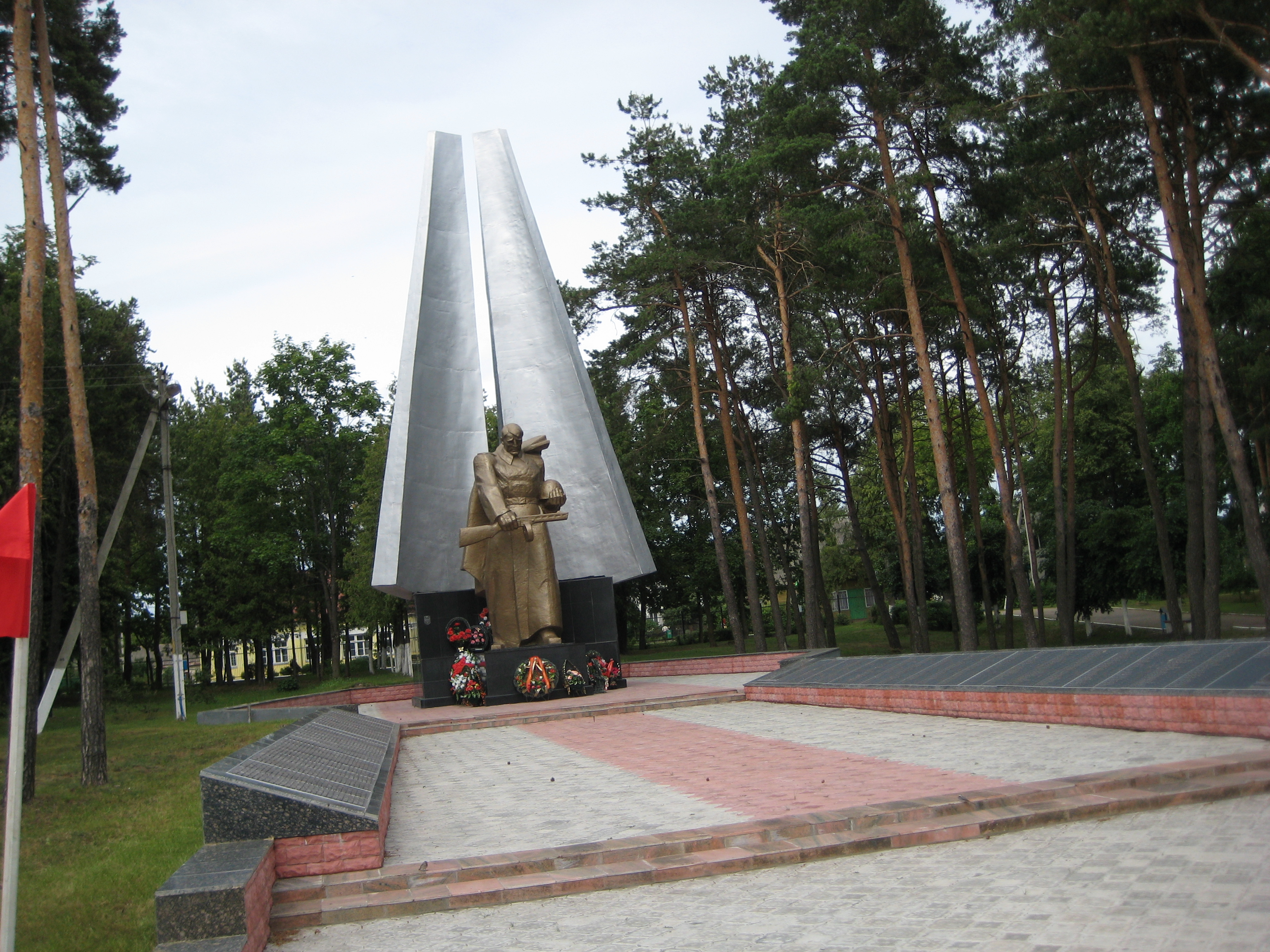
Братская могила
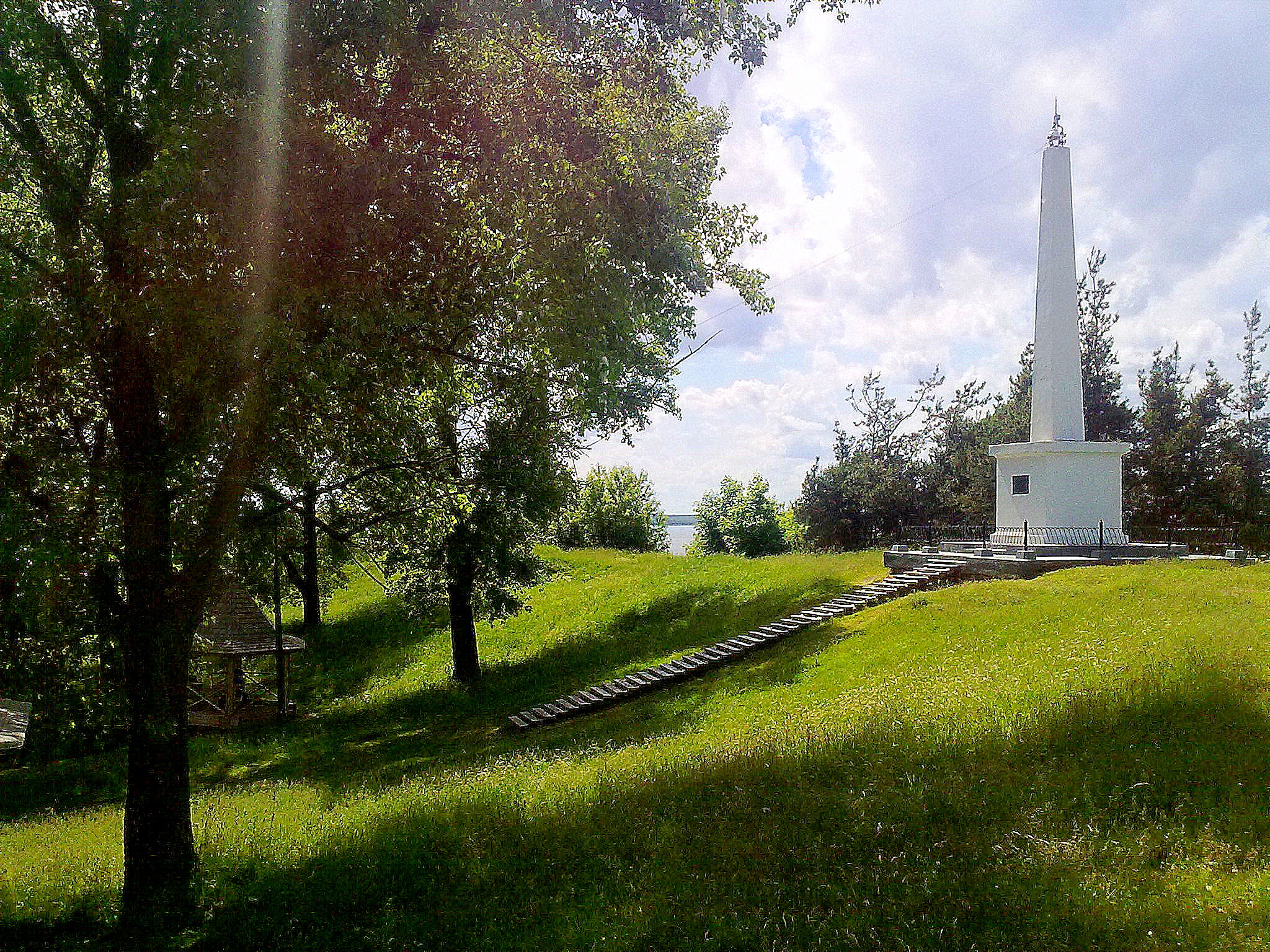
Памятник Станиславу Нарбуту
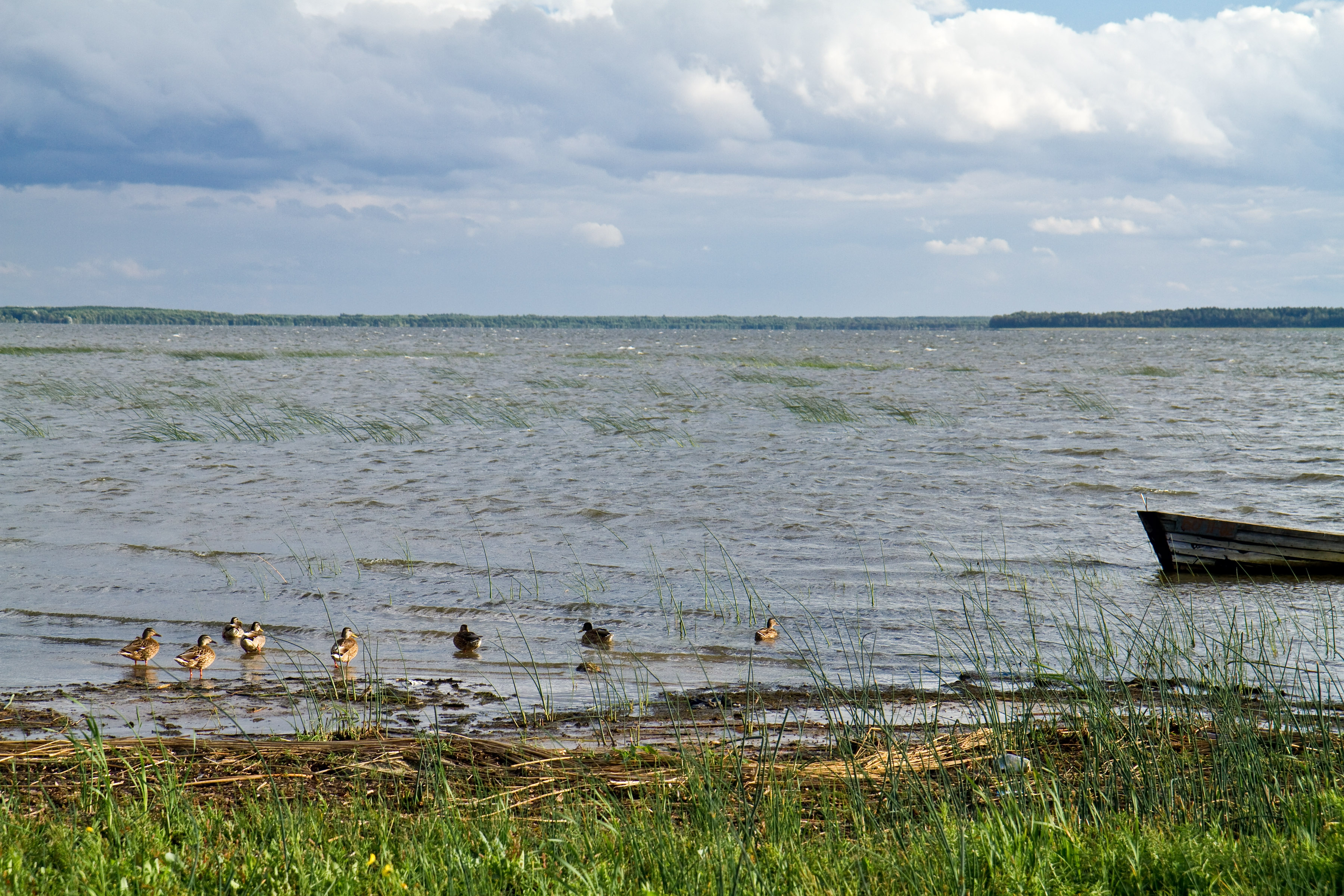
Озеро Дривяты

## Туризм
Расположен в сердце Белорусского Поозерья. Туристов привлекают богатые рыбой Браславские озёра с чистой водой, а также достопримечательности края.
Координатором туризма на Браславщине выступает Национальный парк «Браславские озёра». В дирекции Национального парка туристы могут получить всю необходимую информацию о местах и правилах отдыха, охоты, рыбалки, заказать экскурсию или водный поход. Лов рыбы на некоторых озёрах платный. Информацию по этому вопросу можно уточнить в Дирекции Национального парка.

## В филателии и нумизматике
- 26 июня 2015 года Министерство связи и информатизации Республики Беларусь выпустило в обращение конверт с оригинальной маркой «950 лет со времени первого письменного упоминания Браслава»[32].

## В топонимике
- Улица Браславская — в аг. Друя, аг. Опса, аг. Межаны, аг. Быстромовцы, аг. Плюсы, аг. Мильки, г. п. Видзы и других населённых пунктах.

## СМИ
Издаётся газета «Браславская звезда».